# Noriegavis santacrucencis
Noriegavis santacrucencis es una especie extinta de ave cariámida, única representante del género monotípico Noriegavis. Tenía un cierto parecido a una especie viviente (Cariama cristata), denominada comúnmente chuña de patas rojas, por lo que fue durante un tiempo incluida en su mismo género. Habitó en el Mioceno del sur del Cono Sur de Sudamérica.

## Taxonomía
Descripción original e historia taxonómica
La especie Noriegavis santacrucencis fue descrita originalmente en el año 2009 por los paleontólogos Jorge Ignacio Noriega, Sergio Fabián Vizcaíno y María Susana Bargo, pero integrando otro género –viviente- (Cariama, es decir: Cariama santacrucencis), sobre la base de un cráneo y, tentativamente, dos tibiotarsos distales.
En ese mismo año, su asignación filogenética fue cuestionada; Federico L. Agnolin creó el género monotípico Noriegavis y transfirió a él la especie. También sugirió que debería ser retirada de Cariamidae, teniendo en cuenta sus afinidades filogenéticas indeterminadas de las Cariamae.
En el año 2012 una expedición integrada por personal del museo de ciencias naturales de La Plata (Argentina) y de la Universidad Duke (Estados Unidos), exhumó un esqueleto parcial bien preservado de la especie (MPM-PV 15049), el cual estaba desarticulado pero con una estrecha asociación de sus huesos. Fue depositado en la colección del Museo Regional Provincial Padre Manuel Jesús Molina, de Río Gallegos. Su análisis permitió corroborar la inclusión de la misma en Cariamidae, a la vez que apoyar su consideración como integrante de un género monotípico. La localidad donde fue colectado es Monte Tigre (51°20′S 69°02′W), en la provincia de Santa Cruz (Argentina); este es un paraje de la costa del mar Argentino a unos 20 km al sur de la localidad tipo de la especie, con su misma asignación estratigráfica.
Localidad tipo
La localidad tipo referida es: “Puerto Estancia La Costa, departamento Güer Aike, provincia de Santa Cruz, Argentina”.
Holotipo
El holotipo designado es el catalogado como: MPM-PV 3511; se trata de un cráneo incompleto (con material pos craneal), el que fue depositado en la colección del Museo Regional Provincial Padre Manuel Jesús Molina de la ciudad de Río Gallegos, provincia de Santa Cruz, (Argentina).
También de la localidad tipo fueron exhumados dos tibiotarsos distales (MPM-PV 3510; MPM-PV 3512), los que posteriormente fueron referidos apenas a Cariamidae.
Estrato portador y edad atribuida
Sus restos fueron encontrados en la Formación Santa Cruz y en la Formación Pinturas. La edad postulada para los estratos portadores es Mioceno inferior a medio (SALMA Santacrucense) con una antigüedad aproximada de 17 a 16 Ma. La Formación Santa Cruz está expuesta a lo largo la costa atlántica y en los estuarios adyacentes en la Patagonia argentina austral continental.

## Distribución y características
Las localidades donde fue exhumada la especie se sitúan en la ribera del mar Argentino, en la parte austral de la Patagonia argentina. Su osteología permite confirmar que su apariencia era muy similar a la de las chuñas vivientes, una morfología que ha sufrido muy pocos cambios durante los últimos 16 millones de años.